# Raionul Bereg (pre-2020), Transcarpatia
Bereg (în ucraineană Берегівський район, transliterat: Berehivskîi raion) este un raion în regiunea Transcarpatia, Ucraina. Reședința sa este orașul Bereg.

## Demografie
Componența lingvistică a raionului Bereg
     Maghiară (80,23%)
     Ucraineană (18,83%)
     Alte limbi (0,86%)
Conform recensământului din 2001, majoritatea populației raionului Bereg era vorbitoare de maghiară (80,23%), existând în minoritate și vorbitori de ucraineană (18,83%).